# علی‌آباد (نوق)
علی‌آباد یک روستا در ایران است که در دهستان بهرمان شهرستان رفسنجان واقع شده‌است. علی‌آباد ۱۰۲ نفر جمعیت دارد.